# Emili Vendrell i Coutier
|  | No s'ha de confondre amb Emili Vendrell i Ibars. |

Emili Vendrell i Coutier (Barcelona, 1924 - 1 de febrer de 1999) va ser un cantant de música popular principalment en català, conegut artísticament com a Emili Vendrell (fill).
Fill del reconegut cantant Emili Vendrell, inicià la seva carrera artística el 1948 interpretant cançons populars catalanes i cançó moderna, la seva versió del tema Le plat pays en català (El clar país) de Jacques Brel va merèixer la felicitació del cantautor belga. Encara que no va tenir l'èxit i la popularitat a la música que va tenir el seu pare per les seves interpretacions al món de la sarsuela, l'òpera i poemes simfònics, a l'ombra de la seva figura artística va enregistrar alguns discos entre 1960 i 1972 i també va actuar al teatre de varietats.
Va ser un dels artistes que van cantar cançons catalanes durant el franquisme, amb peces com Rosó, Cançó de taverna, El cant dels ocells, L'emigrant, Bon caçador i Vinyes verdes, títols que havia interpretat i també enregistrat el seu pare. Juntament amb Xavier Folch publicà el llibre biogràfic El meu pare, Emili Vendrell (Editorial Toray, Barcelona 1965).
Des dels 58 anys compaginà la seva carrera artística amb el càrrec de cap de personal d'una empresa del sector de l'automòbil fins a la seva jubilació. Va morir l'1 de febrer de 1999 i va ser incinerat al Cementiri de Collserola de Barcelona.

## Discografia[4]
- 1r Concurso Internacional de la Canción Andorrana, 1960 (EP Alhambra 1960)
- Cançons de Nadal (EP SAEF 1960)
- Camí de la font (EP Belter 1961)
- Cara o cruz (EP Belter 1961)
- Cançons de Nadal per Emili Vendrell (EP Belter 1961)
- Llevantina (EP Saef 1961). Conjunt Seysson.
- México (EP Belter 1962)
- A Emili Vendrell (EP Belter 1963)
- Cançó de taverna (EP Belter 1964)
- Minuet (EP Belter 1964)
- Se'n va anar (EP Belter 1964)
- Cançó de l'incert desig (EP Belter 1964)
- Canticel (EP Belter 1964). Piano: Pere Vallribera
- No em deixis tan sol (Ne me quitte pas) (EP Belter 1965)
- Cançons de la nostra terra (LP Belter 1966)
- L'hereu Riera (EP Belter 1966)
- Cançons de Nadal (EP Belter 1966)
- Recull de cançons catalanes (LP Belter 1968)
- Cançons de la nostra terra Vol. II (LP Belter 1968)
- Rudy Ventura amb el seu conjunt / Ramon Calduch / Emili Vendrell (fill): Recordant "La Moños" (LP Columbia 1971)
- Cançons de Nadal (Single Belter 1972)
- El cant dels ocells (Single Belter 1972)